# Gardenia papuana
Gardenia papuana är en måreväxtart som beskrevs av Frederick Manson Bailey. Gardenia papuana ingår i släktet Gardenia och familjen måreväxter. Inga underarter finns listade i Catalogue of Life.